# 辛夷第二幕
『辛夷第二幕』（こぶしだいにまく）は、2019年10月2日にzetimaから発売されたこぶしファクトリーの2枚目のオリジナルアルバム。

## 概要
- DVD付属の初回生産限定盤A、CD付属の初回生産限定盤Bと通常盤の3形態で発売。
  - 初回生産限定盤Aでは、2019年7月31日にOTODAMA SEA STUDIOにて行われた『OTODAMA SEA STUDIO 2019 supported by POCARI SWEAT こぶし夏の念!!』公演の模様を収録。
  - 初回生産限定盤Bでは、自身の過去の楽曲とモーニング娘。の「LOVEマシーン」をアカペラでカバーした『辛夷無伴奏合唱（アカペラ）集』を収録。
- リリースに先駆けて、「Yes! We are family ～FC町田ゼルビアver.～」が9月26日より各音楽配信サイトにて先行配信された[4]。
- 2020年3月30日をもってグループが活動終了したため、これが最後のアルバムとなった。

## 収録曲

### CD
1. これからだ! [4:52]
  - 作詞：井筒日美 / 作曲：横健介 / 編曲：浜田ピエール裕介

5thシングル。
2. Come with me [4:23]
  - 作詞・作曲・編曲：中村瑛彦

広瀬彩海メイン曲。
3. 明日テンキになあれ [4:12]
  - 作詞・作曲：イイジマケン / 編曲：イイジマケン・炭竃智弘

5thシングル。
4. ハルウララ [4:33]
  - 作詞：MEG.ME / 作曲・編曲：原田雄一

7thシングル。
5. 好きかもしれない [4:08]
  - 作詞：児玉雨子 / 作曲：KOUGA / 編曲：平田祥一郎

井上玲音メイン曲。
6. 消せやしないキモチ [4:56]
  - 作詞・作曲：星部ショウ / 編曲：菊谷知樹
7. きっと私は [5:17]
  - 作詞：つんく / Rapアレンジ：U.M.E.D.Y. / 作曲：つんく / 編曲：大久保薫
  - 6thシングル。
8. 開き直っちゃえ! [4:02]
  - 作詞・作曲：中島卓偉 / 編曲：宮永治郎

野村みな美メイン曲。
9. ナセバナル [4:18]
  - 作詞：及川眠子 / 作曲：星部ショウ / 編曲：宮永治郎

6thシングル。
10. Yes! We are family ～こぶしver.～ [3:36]
  - 作詞・作曲・編曲：星部ショウ
11. Oh No 懊悩 [3:39]
  - 作詞：児玉雨子 / 作曲：星部ショウ / 編曲：平田祥一郎

7thシングル。
12. アンラッキーの事情 [4:26]
  - 作詞：井筒日美 / 作曲・編曲：石井健太郎

和田桜子メイン曲。
13. 亀になれ! [4:15]
  - 作詞・作曲：星部ショウ / 編曲：菊谷知樹
14. シャララ!やれるはずさ (2019ver.) [4:02]
  - 作詞・作曲：星部ショウ / 編曲：宮永治郎

4thシングル。5人で歌い直している。
15. ドカンとBREAK! [3:48]
作詞：星部ショウ / 作曲・編曲：corin.
16. 明日の私は今日より綺麗 [4:40]
  - 作詞・作曲：中島卓偉 / 編曲：板垣祐介

浜浦彩乃メイン曲。
17. Yes! We are family ～FC町田ゼルビアver.～ 【Additional Track】 [3:36]
  - 作詞・作曲・編曲：星部ショウ

### 初回生産限定盤A 特典DVD内容

#### OTODAMA SEA STUDIO 2019 supported by POCARI SWEAT こぶし夏の念!! (2019/7/31 OTODAMA SEA STUDIO)（野村みな美オーディオコメンタリー収録）
1. OPENING
2. マジ グッドチャンス サマー
3. 夏
4. 亀になれ!
5. 一丁目ロック!
6. MC
7. 念には念（念入りVer.）
8. 懸命ブルース
9. Oh No 懊悩
10. きっと私は
11. バッチ来い青春!
12. MC
13. GO TO THE TOP!!
14. サンバ!こぶしジャネイロ 2019
15. オラはにんきもの
16. お願い魅惑のターゲット
17. シャララ!やれるはずさ
18. HAPPY! Stand Up 【ENCORE】
19. MC 【ENCORE】
20. ドカンとBREAK! 【ENCORE】
21. ENDING 【ENCORE】

### 初回生産限定盤B 特典CD内容

#### 辛夷無伴奏合唱（アカペラ）集
- 全アカペラアレンジ：杉田篤史 (INSPi)

1. 念には念 [3:31]
  - 作詞・作曲：アベショー
2. チョット愚直に!猪突猛進 [3:38]
  - 作詞・作曲：前山田健一
3. GO TO THE TOP!! [3:51]
  - 作詞：NOBE / 作曲：HaTo
4. サンバ!こぶしジャネイロ 2019 [3:24]
  - 作詞・作曲：星部ショウ
5. 桜ナイトフィーバー [5:05]
  - 作詞・作曲：KAN
6. LOVEマシーン [5:09]
  - 作詞：つんく / Rap詞：和田桜子、Cha-ka / 作曲：つんく

## 参加ミュージシャン
Come with me
- プログラミング&ギター：中村瑛彦
- ドラム：川口千里
- ベース：植松慎之介
- ピアノ：半田彬倫
- トランペット：吉澤達彦
- トロンボーン：鹿討奏
- アルト&テナーサックス：竹上良成
- コーラス：宮原ひとみ・広瀬彩海

好きかもしれない
- プログラミング：平田祥一郎
- ギター：土肥真生
- コーラス：塩原奈美子

消せやしないキモチ
- プログラミング&ギター：菊谷知樹
- コーラス：塩原奈美子・星部ショウ・広瀬彩海・和田桜子

開き直っちゃえ!
- プログラミング&ギター&ベース：宮永治郎
- ドラム：吉田太郎
- ハンドクラップ：中島卓偉・山尾正人
- コーラス：中島卓偉・広瀬彩海・和田桜子

Yes! We are family ～こぶしver.～
- プログラミング&ギター&コーラス：星部ショウ
- ギター：朝井泰生
- コーラス：塩原奈美子・山尾正人・広瀬彩海・和田桜子

アンラッキーの事情
- プログラミング：石井健太郎
- ギター：田中竜夫
- コーラス：塩原奈美子・広瀬彩海・和田桜子

亀になれ!
- プログラミング：菊谷知樹
- コーラス：山尾正人・広瀬彩海

シャララ!やれるはずさ (2019ver.)
- プログラミング&ギター&ベース：宮永治郎
- ドラム：山内"masshoi"優
- トランペット：吉澤達彦
- トロンボーン：鹿討奏
- アルトサックス&ブラスアレンジ：竹上良成
- コーラス：星部ショウ・山尾正人

ドカンとBREAK!
- プログラミング&ベース：corin.
- ギター：masasucks
- コーラス：山尾正人・こぶしファクトリー

明日の私は今日より綺麗
- プログラミング&ギター：板垣祐介
- ドラム：山内"masshoi"優
- ベース：宮本將行
- タンバリン：山尾正人
- コーラス：中島卓偉・広瀬彩海

Yes! We are family ～FC町田ゼルビアver.～
- プログラミング&ギター&コーラス：星部ショウ
- ギター：朝井泰生
- コーラス：塩原奈美子・山尾正人・広瀬彩海・和田桜子・FC町田ゼルビア選手の皆さん